# Dekanat Koszyce–Centrum
Dekanat Koszyce Centrum (sł.: Dekanát Košice–Stred) – jeden z 19 dekanatów w rzymskokatolickiej archidiecezji koszyckiej na Słowacji.

## Parafie
W skład dekanatu wchodzi 8 parafii:
1. parafia katedralna św. Elżbiety – Koszyce (Stare Miasto)
2. parafia NMP Królowej Pokoju – Koszyce (Juh)
3. parafia Siedmiu Boleści NMP – Koszyce (ul. Na Kalvárii)
4. parafia św. Cyryla i Metodego – Koszyce (Krásna)
5. parafia św. męczenników koszyckich – Koszyce (Naj jazerom)
6. parafia św. Andrzeja – Koszyce (Podhradová)
7. parafia św. Gorazda i Towarzyszy – Koszyce (ul. Toryská)
8. parafia św. Piotra i Pawła – Koszyce (Kavečany)

## Sąsiednie dekanaty
Preszów Solivar, Koszyce–Południe, Koszyce–Wschód, Koszyce–Zachód